# Kaplica św. Jana Pawła II w Stalowej Woli
Kaplica świętego Jana Pawła II w Stalowej Woli – rzymskokatolicka kaplica parafialna należąca do parafii pod tym samym wezwaniem (dekanat Stalowa Wola diecezji sandomierskiej).
Świątynia została zaprojektowana jako kaplica akademicka. Znajduje się w budynku Auli im. „Solidarności” przy Wydziale Nauk Inżynieryjno-Technicznych Katolickiego Uniwersytetu Lubelskiego. Jest umieszczona w jego dolnej kondygnacji, pod amfiteatralną aulą. Z tego powodu strop świątyni wznosi się od wejścia głównego w stronę prezbiterium, zakończonego absydą wyższą od nawy doświetloną witrażami oraz niewidocznymi z nawy oknami. Funkcję ołtarza głównego pełni podświetlany stosownie do okresu liturgicznego drewniany krzyż z obrazem patrona parafii. Na ścianach bocznych znajdują się obrazy Matki Bożej Nieustającej Pomocy oraz św. Jadwigi Królowej razem z relikwiami. Marmurowy ołtarz pochodzi ze Mszy świętej odprawionej przez Jana Pawła II w Warszawie w 1999 roku. W kaplicy są umieszczone relikwie krwi papieża Polaka, przekazane przed kardynała Stanisława Dziwisza. 
Parafia została utworzona w 2009 roku, początkowo pod wezwaniem św. Jadwigi Królowej, po kanonizacji Jana Pawła II otrzymała obecną nazwę.